# Leucania inouei
Leucania inouei är en fjärilsart som beskrevs av Shigero Sugi 1965. Leucania inouei ingår i släktet Leucania och familjen nattflyn. Inga underarter finns listade i Catalogue of Life.